# کریستین بالا
کریستین بالا (به لهستانی: Krystian Bala؛ زاده ۱ ژانویه ۱۹۷۴ در وروتسواف) نویسنده، عکاس و یک قاتل محکوم لهستانی است.

## قتل داریوش یانیشفسکی
در سال ۲۰۰۷، بالا به جرم برنامه‌ریزی و قتل داریوش یانیشفسکی، تاجر لهستانی در وروتسواف در سال ۲۰۰۰، به ۲۵ سال زندان محکوم شد. جسد یانیشفسکی در حالی که در دریاچه‌ای شناور بود، کشف شد. برای مدت سه سال، پلیس وروتسواف موفق به حل پروندهٔ قتل نشد؛ تا این که کارآگاهی به نام یاسک وروبلفسکی توانست برخی از سرنخ‌های فیزیکی که قتل را به بالا مرتبط می‌کرد، بیابد. این سرنخ‌ها در نخستین رمان بالا با نام آموک یافت شد که سه سال پس از مرگ یانیشفسکی، یعنی در سال ۲۰۰۳ منتشر شده بود. اینطور به نظر می‌رسید که بالا نسخهٔ داستانی از قتلی واقعی در زندگی‌اش را در رمانش نوشته بود. این پرونده پوشش گستردهٔ رسانه‌ای در لهستان را دربرداشت و موجب افزایش فروش این رمان شد.
به اعتقاد دادستان پرونده، انگیزهٔ این قتل حسادت بوده‌است؛ زیرا بالا معتقد بود که همسرش با یانیشفسکی رابطه داشته‌است.
در دسامبر ۲۰۰۸، بالا مجدداً محاکمه شد و دوباره مجرم شناخته شد و همچنان به حکم ۲۵ سال حبس محکوم شد. او در حال کار بر روی رمان دوم خود با نام شعر (De Liryk) است. پلیس گزارش داده‌است که شواهدی در کامپیوتر بالا وجود دارد که نشان می‌دهد او قصد دارد یک قربانی جدید را با رمان دومش به قتل برساند.

## در رسانه‌ها
این پرونده موضوع مقاله‌ای با نام «جنایت واقعی» قرار گرفت که در سال ۲۰۰۸ توسط دیوید گرن در هفته‌نامهٔ نیویورکر منتشر شد. فیلم جنایت‌های تاریک بعداً بر اساس این مقاله ساخته شد و در اکتبر ۲۰۱۶ در جشنوارهٔ فیلم ورشو و در فوریهٔ ۲۰۱۷ در جشنوارهٔ بین‌المللی فیلم برلین نمایش داده شد.
این پرونده همچنین توسط پادکست پروندهٔ جنایت‌های واقعی در تاریخ ۱۵ اکتبر ۲۰۱۶ تحت پوشش قرار گرفت.
در سال ۲۰۱۷، کتاب آموک نوشتهٔ کریستین بالا، الهام‌بخش فیلم آموک به کارگردانی کاسیا آدامیک شد. این فیلم در ۲۴ مارس ۲۰۱۷ در لهستان منتشر شد. در چهل و دومین جشنوارهٔ فیلم مستند لهستانی در گدانسک، لوکاس سیملات برندهٔ جایزهٔ بهترین بازیگر نقش مکمل مرد برای بازی در فیلم آموک شد.